# Zlata Kufnerová
Zlata Kufnerová, rozená Novotná (* 19. srpna 1935, Pardubice) je česká slavistka, překladatelka a literární vědkyně.

## Život
Po maturitě na Vyšší hospodářské škole v Chrudimi vystudovala v letech 1954–1959 slavistiku na Filozofické fakultě Univerzity Karlovy v Praze, kde také roku 1969 získala titul doktora filozofie a roku 1978 titul kandidáta věd.
Po ukončení vysokoškolského vzdělání vyučovala do roku 1961 na základní škole v Kostelci nad Labem, pak pracovala jako redaktorka v některých periodikách a od roku 1978 byla vědeckou pracovnicí Kabinetu cizích jazyků a od roku 1981 Ústavu pro jazyk český Československé akademie věd. Roku 1991 odešla do důchodu.
Věnuje se slavistice a teorii překladu. Překládá z angličtiny, bulharštiny, makedonštiny, němčiny a ruštiny, a to prózu, poezii i populárně-naučnou literaturu. Je autorkou či spoluautorkou několika odborných knih a řady odborných studií.

## Vlastní práce
- Čtení o překládání (2009)
- Člověk Edvard Beneš (2006), společně s Karlem Novotným
- Překládání a čeština (1994)
- Stručná mluvnice bulharštiny (1990)
- Bulharština pro samouky (1987)
- K počátkům formování slovní zásoby spisovné bulharštiny (1977)

## Překlady (výběr, abecedně)

### Překlady z angličtiny
- Sergo Berija: Můj otec Berija: ve Stalinově Kremlu (2003)
- John Creasey: Inspektor West volá na poplach (1997)
- Plácido Domingo: Mých prvních čtyřicet let (1995)
- Kirk Douglas: Tanec s ďáblem (2001)
- Luke Harding: Tajná dohoda: jak Rusko pomohlo Trumpovi získat Bílý dům (2018)
- P. D. Jamesová: Zahalte jí tvář (1997)
- Herbert Lom: Dr. Guillotin (1992)
- Ross Macdonald: Černé peníze (1997)
- Alex Martin: Dekadentní kuchařka (1999)
- Nigel Pennick: Rok: tradice a svátky (1994)
- Amelie Posse-Brázdová: Tajné dopisy z Prahy 1948 (1994)
- Patrick Quentin: Záhada pro boháče (1997)
- Laurence Rees: Osvětim: nacisté a „konečné řešení“ (2005), společně s Janou Jebáčkovou
- Jack Schaefer: Širé pastviny (1996)
- Jack Schaefer: Shane a další příběhy, společně s Michaelem Žantovským
- Alan Williams: Berijovy deníky (1999)
- Barbara Woodová: Na rozhraní života (1996)

### Překlady z bulharštiny
- Neda Antonovová: Útulek pro šťastné (1990)
- Boris Aprilov: Lišákova dobrodružství (1981)
- Mirjana Baševová: Má hloupá hvězda zlá (1990)
- Ivan Davidkov: Můj pomíjivý obraz (1986)
- Ivan Davidkov: Útesy dalekých hvězd (1986)
- Andrej Guljaški: Dům s mahagonovým schodištěm (1979)
- Horké stopy (1984), antologie povídek
- Marij Jagodov: Stará cesta (1981)
- Boris Krumov: Pes a zamilovaní kluci (1985)
- Alexandr Lilov: K povaze umělecké tvorby (1986)
- Christo Minčev: Hazard (1977)
- Elin Pelin: Pohádka za pohádkou (1979)
- Svetoslav Slavčev: Ve znamení štíra (1972)
- Svetoslav Slavčev: Číslo kobry (1980)
- Svetoslav Slavčev: Stopa k souhvězdí Orión (1986)
- Pavel Vežinov: Bariéra (1980)

### Překlady z makedonštiny
- Mateja Matevski: Časný rozhovor s podzimem (1987)
- Tajemství květu (1996), antologie moderní makedonské poezie

### Překlady z němčiny
- Rose Ausländerová: Vítr a prach (1997)
- Thomas Bernhard: Soumrak duší (2001)
- Monika Czerninová: Mějte mě stále ráda – Marie Terezie (2018)
- Hans Fallada: Pijan (2011)
- Karl-Markus Gauß: Vymírající Evropané (2003)
- Hellmut G. Haasis: Smrt v Praze: atentát na Reinharda Heydricha (2015)
- Ernst Haffner: Pokrevní bratři (2015)
- Paul Heyse: Jsme kapkou v moři života (2017)
- Jakob van Hoddis: Světazmar (2013)
- Victor Klemperer: Jazyk Třetí říše – LTI (2003)
- Joachim Köhler: Friedrich Nietzsche a Cosima Wagnerová (1997)
- Hans-Joachim Lang: Ženy z bloku 10 (2014)
- Hans-Joachim Lang: Jména čísel (2016)
- Charlotte Linková: Podvedená (2017)
- Charlotte Linková: Rozhodnutí (2018)
- Karel May: Vánoce (1992)
- Gerard Pohler: Relaxace a zdolávání stresu (1995)
- Erich Maria Remarque: Stanice na obzoru (1999)
- Erich Maria Remarque: Říše snů, Gam (2000)
- Nelly Sachsová: Zatmění hvězd (2000)
- Jürgen Schebera: George Gershwin: (2000)
- Bernhard Schlink: Letní lži (2017)
- Síba Šakíb: V Afghánistánu Bůh už jen pláče (2002)
- Philipp Vandenberg: Osmý hřích (2008)
- Karl Vocelka: František Josef I. (2017)
- Ilse Weberová: Kdy skončí naše utrpení (2012)
- Ilse Weberová: Dobrodinec Báruch (2015)
- Simon Wiesenthal: Slunečnice: vyprávění o vině a odpuštění (2005)

### Překlady z ruštiny
- Oleg V. Chlevňuk: Stalin: nový životopis (2016)
- Mark Polevoj: Nové oděské povídky (2002)
- Mark Polevoj: Povídky z Oděsy a jiných světů (2005)
- Mark Poleovoj: Jubiluem (2011), společně s Liborem Dvořákem

Podílela se na překladu publikace: PRICE, Glanville a kol. Encyklopedie jazyků Evropy. Praha: Volvox Globator, 2002. 509 s. Litera, sv. 2. ISBN 80-7207-450-4. (Přel. a edit. Václav Černý, Zlata Kufnerová a Sáva Heřman.)